# Boris Kustodijev
Boris Mikhajlovitj Kustodijev (russisk: Бори́с Миха́йлович Кусто́диев, tr. Borís Mikhájlovitj Kustódijev; født 7. marts 1878 i Astrakhan, død 28. maj 1927 i Leningrad) var en russisk maler.
18 år gammel kom han på Petrograd Kunstakademi og lærte under Ilja Repin; hos ham gennemgik han en god skole; han hjalp sin lærer med det kolossale (400 × 877 cm). Det russiske Rigsraads Møde og udførte store partier af det. 
Gennem dette arbejde og sine portrætstudier på egen hånd (bl.a. kultegning af grev Witte) opnåede han snart en betydelig formsikkerhed og dygtighed i portrætmaleriet. Hans mange, bredt anlagte, teknikker sikre portrætter (hans hustru, Warfolotov etc.) bragte ham da også megen anerkendelse; på den baltiske udstilling i Malmö 1914 sås en række karakterfulde store billeder. Portræt af to russiske præster, Irene Kustodijev, det klare harmoniske portræt af kunstnerens datter, det lidt satiriske En Poet. Kustodijev har også givet en del skildringer af russiske folkeliv, markeder, kermesser, kirkegang i landsbyen osv. (på den baltiske udstilling i Malmö sås det brogede Festen i Byen), desuden fremstillinger af nøgen kvindelig skønhed (Perlerne, I Badet m. v.), og med meget held dyrket portrætskulpturen ved livfulde buster.

## Galleri
- Portræt af Vasiliij Vasiljevitj Mate, 1902
- Portræt af Julija Kustodijeva (hustru), 1903
- Irina (datter), 1906
- Promenade langs Volga, 1909
- Marked, 1910
- Påske hilsner, 1912
- Portræt af Renee Notgaft, 1914
- Tsar Nicholas II, 1915
- Maslenitsa torsdag, 1916
- Mir Iskusstva medlemmer, 1916–1920
- Portræt af grevinde Grabowska, 1917
- Stepan Rasin, 1918
- Land, 1919
- Maslenitsa (pandekageugen), 1919
- Blåt hus, 1920
- Bolsjevik, 1920
- Isaak Brodskij, 1920
- Sjaljapin, 1921
- Kapitsa og Semjonov, 1921
- Jevgenij Samjatin, 1923
- Maksimilian Volosjin, 1924
- Russisk Venus, 1926
- Købmandskonen og husånden(Domovoj)
- Portræt af Jelisaveta Grigorjevna Pusjkina (tidlig tyvende århundrede)